# Joris en Boris
Joris en Boris zijn een fictief boevenduo. Het duo wordt gespeeld door Martijn van Nellestijn en Richard de Ruijter. In 2003 kwam het duo voor het eerst op tv in het avontuur "Het Gevaar in de Vallei"
In de jaren die volgden waren ze in diverse Sinterklaasfilms te zien. In 2010 was het duo te zien in de theatershow "Diego en de Stemmendief" en traden ze op tijdens het Club van Sinterklaasfeest.
In 2012 kwam het duo met hun eigen bioscoopfilm: Joris en Boris en het Geheim van de Tempel. Anders dan in de Sinterklaasfilms zijn ze hier geen boeven en is Dr. Brein er niet bij. Nu bestrijden ze juist de misdadigheden die ze op het spoor komen. Ze worden daarbij geholpen door Michiel (Ralf Mackenbach) en Max (Rick Mackenbach).

## Media
- 2003: Sinterklaas en het gevaar in de Vallei
- 2004: Sinterklaas en het Geheim van de Robijn
- 2006: Sinterklaas en het Uur van de Waarheid
- 2007: De Verjaardag van Joris

### Bioscoop
- 2008: Sinterklaas en het Geheim van het Grote Boek (SRSP Films)
- 2009: Sinterklaas en de Verdwenen Pakjesboot (SRSP Films)
- 2010: Sinterklaas en het Pakjes Mysterie (SRSP Films)
- 2011: Sinterklaas en het Raadsel van 5 December (SRSP Films)
- 2012: Joris en Boris en het Geheim van de Tempel (SRSP Films)
- 2013: Sinterklaas en de Pepernoten Chaos (SRSP Films)

### Tv
- 2010: Het Club van Sinterklaas feest (RTL 4)

## Discografie

### Albums
| Album met eventuele hitnotering(en) in de Nederlandse Album Top 100 | Datum van verschijnen | Datum van binnenkomst | Hoogste positie | Aantal weken | Opmerkingen |
| ------------------------------------------------------------------- | --------------------- | --------------------- | --------------- | ------------ | ----------- |
| Sinterklaas en het geheim van het grote boek                        | 15-10-2008            | 25-10-2008            | 4               | 7            | Goud        |
| Diego's Coolste hits                                                | 02-10-2009            | -                     |                 |              |             |
| Diego's Coolste hits 2                                              | 01-10-2010            | -                     |                 |              |             |
| Sinterklaas en het Raadsel van 5 December                           | 01-10-2011            | -                     |                 |              |             |

### Singles
| Single met eventuele hitnotering(en) in de Nederlandse Top 40 | Datum van verschijnen | Datum van binnenkomst | Hoogste positie | Aantal weken | Opmerkingen                                     |
| ------------------------------------------------------------- | --------------------- | --------------------- | --------------- | ------------ | ----------------------------------------------- |
| Sinterklaas in een raket                                      | 2011                  | -                     |                 |              | met Gebroeders Ko / Nr. 12 in de Single Top 100 |